# ض
‎（阿拉伯语：‎）是阿拉伯字母中的第15個字母，屬於太陽字母。

## 概要

### 字源
源於腓尼基字母𐤑，與希伯來字母「צ」同源。與「ص」的差別僅在點的有無。

### 讀音

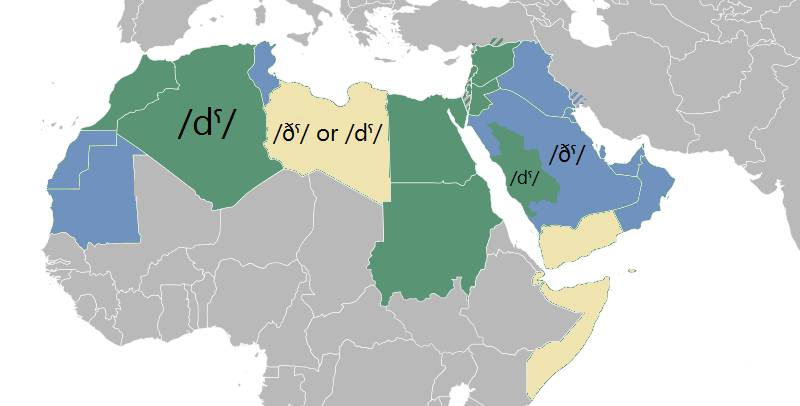
各地方言中「ض」的讀音

在現代標準阿拉伯語中發音為咽化濁齒齦塞音/dˤ/或/d̴/，但在一些方言中與「ظ」同音。
因該發音較為獨特，故阿拉伯語有時候被稱為「لغة الضاد」（意為「ض的語言」）。

### 字體變化
依據字母在詞語位置的不同，其書寫形式也會有所變化：
| 在词语中的位置：        | 独立 | 尾部 | 中部 | 首部 |
| ----------------------- | ---- | ---- | ---- | ---- |
| 誊抄体： （显示异常？） | ض‎    | ـض‎   | ـضـ‎  | ضـ‎   |
| 波斯体： （显示异常？） | ض‬    | ـض‬   | ـضـ‬  | ضـ‬   |